# Kindbergia dumosa
Kindbergia dumosa là một loài Rêu trong họ Brachytheciaceae. Loài này được (Mitt.) Ignatov & Huttunen mô tả khoa học đầu tiên năm 2002.